# سيمون راتل
السير سيمون دينيس راتل OM CBE (مواليد 19 يناير 1955) هو قائد فرقة موسيقية بريطاني.
صعد إلى الصدارة الدولية خلال الثمانينيات والتسعينيات، بينما كان مدير موسيقى أوركسترا مدينة بيرمنجهام السيمفوني (1980-1998). كان راتل هو قائد فريق أوركسترا برلين في الفترة من 2002 إلى 2018.

## روابط خارجية
- سيمون راتل على موقع IMDb (الإنجليزية)
- سيمون راتل على موقع الموسوعة البريطانية (الإنجليزية)
- سيمون راتل على موقع مونزينجر (الألمانية)
- سيمون راتل على موقع ألو سيني (الفرنسية)
- سيمون راتل على موقع ميوزك برينز (الإنجليزية)
- سيمون راتل على موقع أول موفي (الإنجليزية)
- سيمون راتل على موقع قاعدة بيانات الأفلام السويدية (السويدية)
- سيمون راتل على موقع أول ميوزيك (الإنجليزية)
- سيمون راتل على موقع ديسكوغز (الإنجليزية)
- سيمون راتل على موقع قاعدة بيانات الفيلم (الإنجليزية)